# Simnia hiscocki
Simnia hiscocki is een slakkensoort uit de familie van de Ovulidae. De wetenschappelijke naam van de soort is voor het eerst geldig gepubliceerd in 2011 door Lorenz & Melaun.